# Dynoides viridis
Dynoides viridis là một loài chân đều trong họ Sphaeromatidae. Loài này được Bruce miêu tả khoa học năm 1982.